# エマヌエル・グラーフ
エマヌエル・グラーフ（Emanuel Graf, 1986年12月2日 - ）は、ドイツのチェロ奏者。

## 経歴
フランクフルト出身。両親はチェロ奏者であった。14歳でフランクフルト音楽・舞台芸術大学に進学してザビーネ・クラムスにチェロを師事した。2004年からドレスデンでヴォルフガング・エマヌエル・シュミットの下でチェロの腕を磨き、ダヴィド・ゲリンガス、ゲッツ・トイチュ、ヴォルフガング・ベッチャー、アナ・チュマチェンコらの開催するマスター・クラスにも参加した。
2009年から師のシュミットのフランツ・リスト・ヴァイマル音楽大学への転任に伴い、シュミットの助手となり教鞭をとっている。